# Нараївка (Івано-Франківський район)
Нара́ївка — село Більшівцівської селищної громади Івано-Франківського району Івано-Франківської області.

## Назва
7 червня 1946 року указом Президії Верховної Ради УРСР село Гербутів Більшівцівського району перейменовано на Нараївка і Гербутівська сільська Рада — на Нараївська..

## Історія
Згадується 18 березня 1437 року в книгах галицького суду.
В 1897 р. через село пролягла Східньогалицька локальна залізниця (існувала до 1944 р.).
У 1939 році в селі проживало 1220 мешканців (795 українців, 420 поляків, 5 євреїв).

## Сучасність
Нараївка поділяється на кілька частин (починаючи від в'їзду) — Перекавки, Середина, Другий Бік і Кінець. В центрі села стоїть дерев'яна церква Різдва Пресвятої Богородиці, побудована у 1925 році (до того часу тут стояла корчма). За річкою пусткою стоїть костел.